# Grice

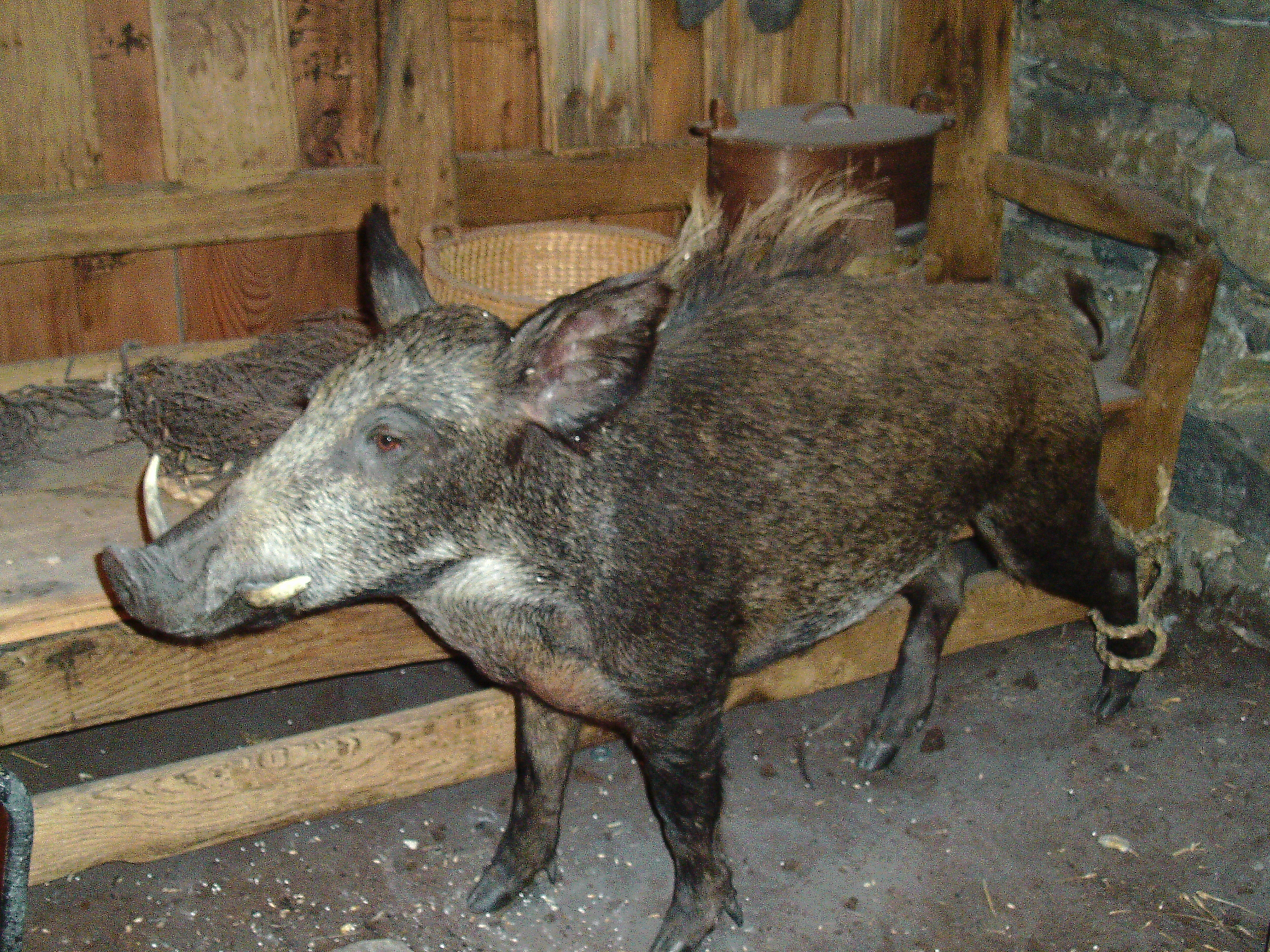
En rekonstruktion av svinrasen grice, utställd på Shetlands museum.

Grice (uttal: [grajs]), även kallad Shetlandssvin och höglandssvin, var en svinras som förekom på de skotska högländerna, i den skotska övärlden samt på Irland. Rasen är i dag utdöd och överlevde som längst på Shetlandsöarna. Där försvann den någon gång mellan mitten av 1800-talet och 1930-talet.

## Etymologi
På lågskotska och nordengelska dialekter betyder grice ”ung gris”. Ordet är kognat med det svenska ordet gris.

## Historia
Berättelser från början av 1800-talet tyder på att gricen var ett aggressivt djur med små betar, en välvd rygg och en päls av styva, mörka borst över en sträv, ullig underpäls. På skotska höglandet har rasen beskrivits som ”ett litet, smalt djur med borst som stod upp från nos till svans”. Liksom annan boskap i dessa områden var gricen liten och härdig, och kunde överleva under hårda miljöförhållanden. Höglandsgrisen letade efter bär på hedmarkerna.
Shetländska torp brukade hålla sig med minst en gris på sina betesmarker. Grisarna smet dock ofta in till angränsande jordbruksmark, där de bökade upp grödor och ibland till och med hade ihjäl och åt nyfödda lamm. Enligt geologen Samuel Hibbert, som 1822 skrev en skildring av öarna, var gricen visserligen ”liten och spenslig”, men dess kött blev ”utmärkta skinkor” när det saltades och röktes. Öborna tillverkade även fotbollar av grisens urinblåsa och fönsterrutor av dess tarmar, genom att spänna hinnan över en träram tills den blev tillräckligt tunn för att släppa igenom ljus. Djurets borst användes som tråd för att sy i läder och för att göra rep.
Även om grisen var ett nyttodjur var den också ofta en orsak till osämja mellan granngårdar. Domstolar hade rätt att konfiskera särskilt besvärliga individer eller att bötfälla deras ägare.
Jordägare började under 1800-talet motverka en fortsatt uppfödning av dessa svin. En samtida jordbruksförfattare kommenterade att ”den är ytterst glupsk och mycket svår att hålla inhägnad och att göda upp; den är också destruktiv och ofoglig och borde därför gradvis utrotas”. Detta, i kombination med att andra svinraser började importeras från det skotska fastlandet, ledde till att gricen minskade i antal, och någon gång mellan mitten av 1800-talet och 1930-talet dog rasen ut. Grisens arv lever dock kvar i den vilda växten norsk blåstjärna (Scilla verna), lokalt känd som "grice's onion" eftersom den var en favoritföda för svinen. På shetlandsdialekt används termen grice i dag i betydelsen ”svin”.
År 2006 anlitade intendenter vid Shetlands museum en konservator för att återskapa en grice, med hjälp av den uppstoppade kroppen från ett ungvuxet vildsvin. Eftersom ingen levande person någonsin hade sett en grice, baserades modellens utseende på beskrivningar i ”publicerade källor … samt undersökta föremål och arkeologiska fynd”. Modellen ställdes ut för allmänheten våren 2007.
2020 upptäcktes en skalle i Nesting som kan vara det första dokumenterade exemplet av en fullständig grice-skalle. Viss tvekan har dock uttryckts kring skallens ursprung på grund av att nosen är kortare än förväntat; i augusti 2020 pågick fortfarande verifieringen.